# مرحله گروهی لیگ قهرمانان اقیانوسیه ۲۰۲۰
مرحله گروهی لیگ قهرمانان اقیانوسیه ۲۰۲۰ از ۱۵ فوریه تا ۷ مارس ۲۰۲۰ برگزار شد. در مجموع ۱۶ تیم در مرحله گروهی برای تعیین ۸ سهمیه در مرحله حذفی لیگ قهرمانان اقیانوسیه ۲۰۲۰ با یکدیگر به رقابت پرداختند.

## قرعه کشی
قرعه کشی مرحله گروهی در ۱۳ دسامبر ۲۰۱۹ توسط اواف‌سی برگزار شد. ۱۶ تیم (۱۴ تیم وارد مرحله گروهی و دو تیم صعود کننده از مرحله مقدماتی) در چهار گروه چهار تیمی قرار گرفتند. قوانین این مرحله به شرح زیر است:
- قهرمانان هفت انجمن توسعه یافته و نایب قهرمان کالدونیای جدید، به دلیل داشتن بهترین تیم دوم در لیگ قهرمانان اقیانوسیه ۲۰۱۹، در موقعیت‌های ۱ و ۲ گروه‌های A-D قرار گرفتند.
- نایب قهرمانان شش انجمن توسعه یافته به غیر از کالدونیای جدید در موقعیت ۳ از گروه‌های A-D و موقعیت ۴ از گروه‌های A-B قرار گرفتند. تیم‌های یک انجمن امکان حضور در یک گروه را ندارند.
- تیم‌های اول و دوم مرحله مقدماتی که هویت آنها در زمان قرعه کشی مشخص نبود، در جایگاه ۴ گروه C-D قرار گرفتند.

| قهرمانان انجمن‌ها و نایب قهرمان کالدونیای جدید                                                        | تیم‌های نایب قهرمان باقی مانده                                                   | تیم‌های صعود کرده از مرحله مقدماتی                        |
| --- | ------------------------------------------------------------------------------- | -------------------------------------------------------- |
| - با - مجنتا - ایسترن سابوربس - لائه سیتی - سلیمان واریورز - ونوس - مالامپا ریوایورز - هیانگن اسپورت | - لائوتوکا - اوکلند سیتی - هیکاری یونایتد - هندرسون ایلز - تیاره تاهیتی - گلکسی | - لوپه اوله سواگا (تیم اول) - توپاپا مارائرنگا (تیم دوم) |

## فرمت
چهار تیم هر گروه به صورت نوبت‌گردشی در یک مکان متمرکز با یکدیگر بازی کردند. تیم‌های اول و دوم هر گروه به مرحله یک‌چهارم نهایی مرحله حذفی راه یافتند.

## برنامه مسابقات
- مسابقات گروه A بین ۱۶ و ۲۲ فوریه ۲۰۲۰ در پاپوآ گینه نو برگزار شد.
- مسابقات گروه B بین ۱۵ و ۲۱ فوریه ۲۰۲۰ در وانواتو برگزار شد.
- مسابقات گروه C بین ۱ و ۷ مارس ۲۰۲۰ در کالدونیای جدید برگزار شد.
- مسابقات گروه D بین ۱ و ۷ مارس ۲۰۲۰ در جزایر سلیمان برگزار شد.

| مرحله  | تاریخ         | تاریخ         | تاریخ         |
| مرحله  | گروه A        | گروه B        | گروه‌های C و D |
| ------ | ------------- | ------------- | ------------- |
| هفته ۱ | ۱۶ فوریه ۲۰۲۰ | ۱۵ فوریه ۲۰۲۰ | ۱ مارس ۲۰۲۲   |
| هفته ۲ | ۱۹ فوریه ۲۰۲۰ | ۱۸ فوریه ۲۰۲۰ | ۴ مارس ۲۰۲۰   |
| هفته ۳ | ۲۲ فوریه ۲۰۲۰ | ۲۱ فوریه ۲۰۲۰ | ۷ مارس ۲۰۲۰   |

## گروه‌ها

### گروه A
| تیم                | بازی | برد | تساوی | باخت | گل‌زده | گل‌خورده | تفاضل‌گل | امتیاز | صلاحیت     |
| ------------------ | ---- | --- | ----- | ---- | ----- | ------- | ------- | ------ | ---------- |
| ایسترن سابوربس     | ۳    | ۲   | ۱     | ۰    | ۸     | ۳       | ۵+      | ۷      | مرحله حذفی |
| گلکسی              | ۳    | ۱   | ۱     | ۱    | ۷     | ۵       | ۲+      | ۴      | مرحله حذفی |
| هیکاری یونایتد (م) | ۳    | ۱   | ۱     | ۱    | ۵     | ۵       | ۰       | ۴      |            |
| هیانگن اسپورت      | ۳    | ۰   | ۱     | ۲    | ۳     | ۱۰      | ۷-      | ۱      |            |

| گلکسی | ۴–۱ | هیانگن اسپورت |
| ----- | --- | ------------- |
|       |     |               |

| ایسترن سابوربس | ۲–۱ | هیکاری یونایتد |
| -------------- | --- | -------------- |
|                |     |                |

| گلکسی | ۲–۲ | ایسترن سابوربس |
| ----- | --- | -------------- |
|       |     |                |

| هیانگن اسپورت | ۲–۲ | هیکاری یونایتد |
| ------------- | --- | -------------- |
|               |     |                |

| هیانگن اسپورت | ۰–۴ | ایسترن سابوربس |
| ------------- | --- | -------------- |
|               |     |                |

| هیکاری یونایتد | ۲–۱ | گلکسی |
| -------------- | --- | ----- |
|                |     |       |

### گروه B
| تیم                  | بازی | برد | تساوی | باخت | گل‌زده | گل‌خورده | تفاضل‌گل | امتیاز | صلاحیت     |
| -------------------- | ---- | --- | ----- | ---- | ----- | ------- | ------- | ------ | ---------- |
| مالامپا ریوایورز (م) | ۳    | ۱   | ۲     | ۰    | ۶     | ۳       | ۳+      | ۵      | مرحله حذفی |
| هندرسون ایلز         | ۳    | ۱   | ۲     | ۰    | ۸     | ۷       | ۱+      | ۵      | مرحله حذفی |
| لائه سیتی            | ۳    | ۱   | ۱     | ۱    | ۱۰    | ۶       | ۴+      | ۴      |            |
| لائوتوکا             | ۳    | ۰   | ۱     | ۲    | ۳     | ۱۱      | ۸-      | ۱      |            |

| لائه سیتی | ۳–۳ | هندرسون ایلز |
| --------- | --- | ------------ |
|           |     |              |

| لائوتوکا | ۱–۱ | مالامپا ریوایورز |
| -------- | --- | ---------------- |
|          |     |                  |

| لائوتوکا | ۰–۷ | لائه سیتی |
| -------- | --- | --------- |
|          |     |           |

| مالامپا ریوایورز | ۲–۲ | هندرسون ایلز |
| ---------------- | --- | ------------ |
|                  |     |              |

| هندرسون ایلز | ۳–۲ | لائوتوکا |
| ------------ | --- | -------- |
|              |     |          |

| مالامپا ریوایورز | ۳–۰ | لائه سیتی |
| ---------------- | --- | --------- |
|                  |     |           |

### گروه C
| تیم              | بازی | برد | تساوی | باخت | گل‌زده | گل‌خورده | تفاضل‌گل | امتیاز | صلاحیت     |
| ---------------- | ---- | --- | ----- | ---- | ----- | ------- | ------- | ------ | ---------- |
| مجنتا            | ۳    | ۳   | ۰     | ۰    | ۸     | ۲       | ۶+      | ۹      | مرحله حذفی |
| سلیمان واریورز   | ۳    | ۲   | ۰     | ۱    | ۴     | ۲       | ۲+      | ۶      | مرحله حذفی |
| تیاره تاهیتی     | ۳    | ۱   | ۰     | ۲    | ۵     | ۴       | ۱+      | ۳      |            |
| توپاپا مارائرنگا | ۳    | ۰   | ۰     | ۳    | ۰     | ۹       | ۹-      | ۰      | انصراف     |

در ۱ مارس ۲۰۲۰، اواف‌سی اعلام کرد که توپاپا مارائرنگا از مرحله گروهی کناره گیری کرده است زیرا اداره بهداشت و امور اجتماعی کالدونیای جدید به سه بازیکن خود اجازه شرکت در مسابقه نداده است زیرا واکسیناسیون آنها برای سرخک تأیید نشده است. تمامی بازی‌های این تیم همگی به حالت ۳–۰ درآمد.
| سلیمان واریورز | ۱–۰ | تیاره تاهیتی |
| -------------- | --- | ------------ |
|                |     |              |

| مجنتا | ۳–۲ | تیاره تاهیتی |
| ----- | --- | ------------ |
|       |     |              |

| مجنتا | ۲–۰ | سلیمان واریورز |
| ----- | --- | -------------- |
|       |     |                |

### گروه D
| تیم             | بازی | برد | تساوی | باخت | گل‌زده | گل‌خورده | تفاضل‌گل | امتیاز | صلاحیت     |
| --------------- | ---- | --- | ----- | ---- | ----- | ------- | ------- | ------ | ---------- |
| اوکلند سیتی     | ۳    | ۳   | ۰     | ۰    | ۹     | ۰       | ۹+      | ۹      | مرحله حذفی |
| ونوس (م)        | ۳    | ۲   | ۰     | ۱    | ۱۰    | ۳       | ۷+      | ۶      | مرحله حذفی |
| لوپه اوله سواگا | ۳    | ۱   | ۰     | ۲    | ۴     | ۱۱      | ۷-      | ۳      |            |
| با              | ۳    | ۰   | ۰     | ۳    | ۵     | ۱۴      | ۹-      | ۰      |            |

| با | ۰–۶ | اوکلند سیتی |
| -- | --- | ----------- |
|    |     |             |

| لوپه اوله سواگا | ۰–۶ | ونوس |
| --------------- | --- | ---- |
|                 |     |      |

| لوپه اوله سواگا | ۴–۳ | با |
| --------------- | --- | -- |
|                 |     |    |

| ونوس | ۰–۱ | اوکلند سیتی |
| ---- | --- | ----------- |
|      |     |             |

| اوکلند سیتی | ۲–۰ | لوپه اوله سواگا |
| ----------- | --- | --------------- |
|             |     |                 |

| ونوس | ۴–۲ | با |
| ---- | --- | -- |
|      |     |    |